# Европско првенство у атлетици у дворани 1978 — скок увис за мушкарце
Такмичење у скоку увис у мушкој конкуренцији на 9. Европском првенству у атлетици у дворани 1978. године одржано је 12. марта. у Спортској дворани Сан Сиро у Милану, (Италија).
Титулу европског првака освојену на Европском првенству у дворани 1977. у Сан Себатијану бранио је Јацек Вшола из Пољске.

## Земље учеснице
Учествовала су 18 скакача увиса из 12 земаља.
1. Чехословачка (1)
2. Француска (1)
3. Уједињено Краљевство (1)
4. Источна Немачка (1)
5. Италија (3)
6. Југославија (1)
7. Норвешка (1)
8. Пољска (1)
9. Совјезски Савез (3)
10. Швајцарска (1)
11. Турска (1)
12. Западна Немачка (3)

## Рекорди
| Рекорди пре почетка Европског првенства у дворани 1978.     | Рекорди пре почетка Европског првенства у дворани 1978. | Рекорди пре почетка Европског првенства у дворани 1978. | Рекорди пре почетка Европског првенства у дворани 1978. | Рекорди пре почетка Европског првенства у дворани 1978. | Рекорди пре почетка Европског првенства у дворани 1978. |
| ----------------------------------------------------------- | ------------------------------------------------------- | ------------------------------------------------------- | ------------------------------------------------------- | ------------------------------------------------------- | ------------------------------------------------------- |
| Светски рекорд                                              | Френклин Џејкобс                                        | САД                                                     | 2,32                                                    | Њујорк, САД                                             | 27. јануар 1978.                                        |
| Европски рекорд у дворани                                   | Александар Григорјев                                    | Совјетски Савез                                         | 2,28                                                    | Минск, СССР                                             | 20. фебруар 1977.                                       |
| Рекорди европских првенстава у дворани                      | Јацек Вшола                                             | Пољска                                                  | 2,25                                                    | Сан Себасијан, ШпанијаИталијанија                       | 13. март 1977.                                          |
| Рекорди после завршеног Европског првенства у дворани 1978. |                                                         |                                                         |                                                         |                                                         |                                                         |
| Светски рекорд                                              | Владимир Јашенко                                        | Совјетски Савез                                         | 2,35                                                    | Милано, Италија                                         | 12. март 1978.                                          |
| Европски рекорд                                             | Владимир Јашенко                                        | Совјетски Савез                                         | 2,35                                                    | Милано, Италија                                         | 12. март 1978.                                          |
| Рекорди европских првенстава                                | Владимир Јашенко                                        | Совјетски Савез                                         | 2,35                                                    | Милано, Италија                                         | 12. март 1978.                                          |

## Освајачи медаља
|                                  |                               |                                 |
| Владимир Јашенко Совјетски Савез | Ролф Бајлшмит Источна Немачка | Волфганг Килинг Западна Немачка |

## Резултати

### Финале
| Пласман | Атлетичар            | Земља                | Резултат | Белешка             |
| ------- | -------------------- | -------------------- | -------- | ------------------- |
|         | Владимир Јашенко     | Совјетски Савез      | 2,35     | СРд, ЕРд, РЕПд, НРд |
|         | Ролф Бајлшмит        | Источна Немачка      | 2,29     |                     |
|         | Волфганг Килинг      | Западна Немачка      | 2,27     |                     |
| 4.      | Александар Григорјев | Совјетски Савез      | 2,25     |                     |
| 5.      | Сергеј Сењуков       | Совјетски Савез      | 2,21     |                     |
| 6.      | Оскар Рајзе          | Италија              | 2,21     |                     |
| 7.      | Јацек Вшола          | Пољска               | 2,21     |                     |
| 8.      | Бернд Михле          | Западна Немачка      | 2,18     |                     |
| 9,      | Карло Тренхарт       | Западна Немачка      | 2,18     |                     |
| 10.     | Терје Тотланд        | Норвешка             | 2,18     |                     |
| 11.     | Бруно Бруни          | Италија              | 2,15     |                     |
| 12.     | Паул Гренихер        | Швајцарска           | 2,15     |                     |
| 12.     | Јосеф Храбал         | Чехословачка         | 2,15     |                     |
| 14.     | Марк Нејлор          | Уједињено Краљевство | 2,15     |                     |
| 15.     | Екрем Оздамар        | Турска               | 2,10     |                     |
| 15.     | Масимо ду Ђорђо      | Италија              | 2,10     |                     |
| 17.     | Данијел Темим        | Југославија          | 2,10     |                     |
| 18.     | Пол Poaniéwa         | Француска            | 2,05     |                     |

## Укупни биланс медаља у скоку увис за мушкарце после 9. Европског првенства у дворани 1970—1978.
|    | Земља           |   |   |   |    |
| -- | --------------- | - | - | - | -- |
| 1. | Совјетски Савез | 4 | 2 | 1 | 7  |
| 2. | Мађарска        | 3 | 2 | 1 | 6  |
| 3. | Чехословачка    | 1 | 1 | 1 | 3  |
| 4. | Пољска          | 1 | 0 | 0 | 1  |
| 5, | Источна Немачка | 0 | 3 | 0 | 3  |
| 6. | Француска       | 0 | 1 | 0 | 1  |
| 7. | Западна Немачка | 0 | 0 | 2 | 2  |
| 8. | Грчка           | 0 | 0 | 1 | 1  |
| 8. | Холандија       | 0 | 0 | 1 | 1  |
| 8. | Румунија        | 0 | 0 | 1 | 1  |
| 8. | Шведска         | 0 | 0 | 1 | 1  |
|    | Укупно {11}     | 9 | 9 | 9 | 27 |

|    | Атлетичар      | Земља           |   |   |   |   |
| -- | -------------- | --------------- | - | - | - | - |
| 1. | Иштван Мајор   | Мађарска        | 3 | 1 | 0 | 4 |
| 2. | Кестутис Шапка | Совјетски Савез | 1 | 1 | 0 | 2 |
| 3. | Владимир Мали  | Чехословачка    | 1 | 0 | 1 | 2 |
| 4. | Ролф Бајлшмит  | Источна Немачка | 0 | 2 | 0 | 2 |
| 5. | Ендре Келемен  | Мађарска        | 0 | 1 | 1 | 2 |
| 6. | Јири Тармак    | Совјетски Савез | 0 | 1 | 1 | 2 |